# 小行星1036
小行星1036（1036 Ganymed）是一颗围绕太阳公转的小行星。
德國天文學家沃爾特·巴德於1924年10月23日在漢堡貝格多夫天文台發現的小行星1036，並以希臘神話中的蓋尼米德的命名。小行星1036直徑約35公里（22英里），是所有近地天體中最大的，但它並沒有跨越地球軌道。這顆S型小行星的自轉週期為10.3小時。2024年10月，預計它將在距離地球5,600萬公里（3,500萬英里、0.374097天文單位）處接近地球。

## 参数
这颗小行星的绝对星等为9.45等，自转周期为10.297小时。